# Pietino (przystanek kolejowy)
Pietino (ros. Петино) – przystanek kolejowy w miejscowości Pietino, w rejonie polesskim, w obwodzie królewieckim, w Rosji. Położony jest na linii Królewiec – Sowieck.

## Historia
W okresie przynależności tych terenów do Niemiec nosił nazwę Jorksdorf.